# Кокилобегачи
Кокилобегачите (Himantopus) са род птици от семейство Recurvirostridae.
Включва седем вида водни птици. Описан е за пръв път от френския зоолог Матюрен Жак Брисон през 1760 година.

## Видове
Род Himantopus – Кокилобегачи
- Himantopus ceylonensis
- Himantopus himantopus – кокилобегач
- Himantopus knudseni
- Himantopus leucocephalus
- Himantopus melanurus
- Himantopus mexicanus – американски кокилобегач
- Himantopus novaezelandiae